# Emil Flensburg
Mathias Peter Emil Flensburg, född 12 juli 1843 i Malmö, död där 25 november 1919, var en svensk affärsman.
Emil Flensburg var son till affärsmannen och fabrikören August Flensburg. Som vid den tiden var på modet bland köpmansfamiljerna i Malmö sattes Emil i herrnhutarnas skola i Christiansfeld där han var elev 1855-1857. Han studerade därefter vid Malmö tekniska skola 1857-1860 och kom därefter att anställas i familjens affärsföretag M. Flensburgs söner för att lära sig yrket och praktiserade 1861-1865 vid kontor i London, Amsterdam och Köpenhamn. Han var 1867-1871 prokurist för familjeföretaget, startade 1871 egen firma och övertog 1875 farbrodern Oscar Flensburgs företag i Gävle.
Flensburg var ledamot av Sparbanken Bikupans styrelse från 1873, ledamot av stadsfullmäktige i Malmö 1880-1885, och ledamot av drätselkammaren som kassaförvaltare 1886-1900. Han var även ledamot av styrelsen för Malmö börsförening 1880-1908, som sekreterare 1902-1906 och som ordförande 1907-1908, ledamot av Malmö handels- och sjöfartsnämnd 18881-1905 (som ordförande 1901-1905), ledamot av styrelsen för Malmö navigationsskola 1882-1907, ledamot av styrelsen för Skånska intecknings AB 1885-1905 (som ordförande 1895-1905) samt ordförande i styrelsen för konstindustriella metallutställningen i Malmö 1904. Flensburg var även preussisk vicekonsul 1867-1868 och nederländsk vicekonsul 1888.

## Utmärkelser
- Riddare av första klassen av Vasaorden, 1888.[3]
- Riddare av Danska Dannebrogorden, 1888.[4]